# Малорад
Малорад (болг. Малорад) — село в Болгарии. Находится в Врачанской области, входит в общину Борован. Население составляет 1 939 человек.

## Политическая ситуация
В местном кметстве Малорад, в состав которого входит Малорад, должность кмета (старосты) исполняет Илия  Петров Влайчовски (Зелена България) по результатам выборов правления кметства.
Кмет (мэр) общины Борован — Петыр Тодоров Цветковски (Болгарская социалистическая партия (БСП)) по результатам выборов в правление общины.